# Bulbophyllum paraemarginatum
Bulbophyllum paraemarginatum är en orkidéart som beskrevs av Leonid Vladimirovitj Averjanov. Bulbophyllum paraemarginatum ingår i släktet Bulbophyllum och familjen orkidéer.
Artens utbredningsområde är Vietnam. Inga underarter finns listade i Catalogue of Life.